# Barbara Nedeljáková
Barbara Nedeljáková (Banská Bystrica, Checoslovaquia, 19 de mayo de 1979) es una ex actriz eslovaca, conocida principalmente por ser una de las protagonistas de la película de 2005 Hostel.

## Carrera profesional
Nedeljáková nació en Banská Bystrica, en ese momento Checoslovaquia y actualmente Eslovaquia, pero estudió interpretación en Praga. Comenzó en un teatro de marionetas, en pequeños papeles como Don Quijote de La Mancha o Las bodas de Fígaro hasta que en 2003 obtuvo un pequeño papel en Shangai Knights con Jackie Chan y Owen Wilson, su primera película en Hollywood.
En el 2005 actuó, junto a Karl Urban y Rosamund Pike, en la película Doom, basada en el clásico videojuego. Ese mismo año Nedeljáková alcanzó su papel más importante al protagonizar Hostel, dirigida por Eli Roth y producida, entre otros, por Quentin Tarantino. Allí interpretó a Natalya, una de las jóvenes encargadas de seducir a los turistas que finalmente eran torturados y asesinados.
Además de su trabajo como actriz, Barbara Nedeljáková continúa como titiritera en el teatro de marionetas.

## Filmografía
| Año  | Título                          | Papel                  | Notas        |
| ---- | ------------------------------- | ---------------------- | ------------ |
| 2003 | Shanghai Knights                | Debutante #3           | Papel menor  |
| 2005 | Doom                            | Chica en bar           | Papel menor  |
| 2005 | Hostel                          | Natalya                | Protagonista |
| 2007 | Hostel: Part 2                  | Natalya (flashback)    | Papel menor  |
| 2010 | Ashes                           | Maya Ehrlich           | Protagonista |
| 2010 | DaZe: Vol. Too (sic) - NonSeNse | Chica extranjera 1 y 2 | Papel menor  |
| 2010 | Isle of Dogs                    | Nada                   | Protagonista |
| 2010 | Pimp                            | Petra                  | Protagonista |
| 2011 | Children of the Corn: Genesis   | Helen                  | Protagonista |
| 2011 | Strippers vs Werewolves         | Raven                  | Protagonista |
| 2011 | The Hike                        | Torri                  | Protagonista |
| 2012 | Whispers                        | Sasha                  | Protagonista |